# Tama-ku (Kawasaki)
Tama-ku (jap. 多摩区) ist einer von sieben Stadtbezirken (ku) der japanischen Großstadt Kawasaki.

## Geografie
Der zum 1. April 1972 eingerichtete Bezirk liegt im Westen von Kawasaki und hat dort drei Nachbarbezirke: Asao-ku – der 1982 aus Tama-ku ausgegliedert wurde – im Südwesten, den Takatsu-ku im Osten und den Miyamae-ku im Südosten. Im Westen grenzt der Tama-ku an die Stadt Inagi. Im Norden, jenseits des Tama-Flusses liegen die Städte Chōfu, Komae und der Tokioter Bezirk Setagaya. Der Bezirk Tama hat 221.833 Einwohner und seine Fläche beträgt 20,49 km². Er ist als Anbaugebiet der japanischen Nashi-Birne bekannt.

## Bildung und Kultur
Zu den Bildungs- und kulturellen Stätten des Bezirks zählen jeweils ein Campus der Nihon Joshi Daigaku, Senshū-Universität und der Meiji-Universität (Fakultät für Technologie), das Freilichtmuseum Nihon Minka-en, das Taro Okamoto Museum of Art, das Fujiko F Fujio Museum sowie ein Teil des Vergnügungsparks Yomiuriland.

## Verkehr

### Schiene
- JR Nambu-Linie: Bahnhöfe Shukugawara, Noborito, Nakanoshima und Inadazutsumi nach Kawasaki und Tachikawa.[1]
- Odakyū Odawara-Linie: Bahnhöfe Noborito, Mukogaoka-Yuen, Ikuta und Yomiuriland-Mae nach Shinjuku und Odawara[1]
- Keiō Sagamihara-Linie: Bahnhof Keio-Inadazutsumi nach Shinjuku und Hashimoto[8]

### Straße
- Präfekturstraße 3 von Sangenjaya nach Machida (Tsukui-Michi)
- Präfekturstraße 9 von Kawasaki nach Fuchū (Fuchū-Kaidō)
- Tōmei-Autobahn, Anschlussstelle Tōmei-Kawasaki im Nachbarbezirk Miyamae
- Radweg entlang dem Tama (Fluss)